# Lễ hội Oóc Pò
Lễ hội Oóc Pò hay gọi là Lễ hội Ra đồi-Cầu mùa là một lễ hội của người đồng bào dân tộc Nùng. Là một trong những lễ hội mang đậm những nét đặc sắc của dân tộc Nùng.

## Thời gian
Ngày 28 tháng 3 Âm lịch là ngày hội chính nhưng từ hơn một tháng trước, không khí lễ hội đã rộn ràng khắp nơi.

## Chuẩn bị và phần lễ
Trẻ con khoe nhau áo mới, người lớn náo nức tập hát Sli, tập múa Lân, chuẩn bị lễ cho ngày hội chính. Tờ mờ sáng ngày 28 tháng 3, khắp đầu làng cuối bản đã vang lên tiếng nói cười, tiếng thúc giục nhau mang lễ ra đền chính. Sáng sớm, già làng nổi hồi trống đầu tiên, mọi người từ khắp nơi đổ về đình để tham dự lễ hội. Trung tâm của lễ hội là một bãi đất trống giữa ruộng lúa, bên sườn đồi bát ngát. Người dân tụm nhau lại ném còn, đánh cầu, kéo co, đánh yến... Trai gái đua nhau ném những quả còn bằng vải sặc sỡ bên trong đựng gạo, muối và đỗ xanh qua một vòng tròn treo trên một thân cây phải dài đủ 12 mét. Người dân quan niệm rằng 12 mét của cây còn tượng trưng cho 12 tháng trong năm, còn vòng tròn trên cây còn tượng trưng cho Mặt Trăng. Khi ném thủng vòng tròn thì âm dương giao hòa, mùa màng mới bội thu, cây cối mới tốt tươi được.
Đàn ông lễ trời đất trong đình, đàn bà túm năm tụm ba bên ngoài hát ví, hát Sli. Già làng tung đồng xu xin trời đất cho dân làng một năm ấm no, thóc gạo đầy bồ, người dân làm ăn khỏe mạnh.

## Phần hội
Người dân kéo nhau ra trước cửa đình xem múa Lân. Lân phải múa đủ 3 nơi: bên ngoài sân đình để mua vui cho dân bản, trong đình để xin Thành hoàng phù hộ cho sức khỏe của người dân, ngoài ruộng lúa để mùa màng bội thu, không bị thú dữ hoành hành. Múa "Cầu an" với ước mong một năm no đủ, không bị thiên tai hạn hán.

## Kết thúc
Lễ hội Oóc Pò kết thúc vào xế chiều. Hát Sli lúc này lại vang lên để tiễn khách ra về và mời chào một mùa hội mới.